# Pekingeend (vogel)

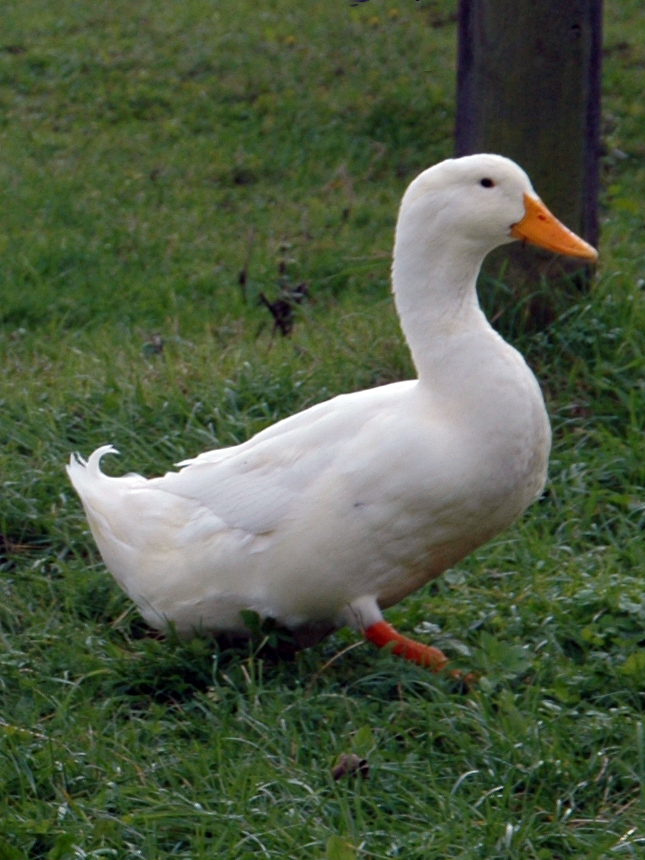
Een mannetje van de Amerikaanse pekingeend

Een pekingeend (ook wel pekineend, witte parkeend of witte soepeend genoemd) is een eendenras dat afstamt van de wilde eend.
Een pekingeend is herkenbaar aan het witte verenkleed en de oranje snavel en poten. De wilde eend is waarschijnlijk voor 1000 v.Chr. in Zuidoost-Azië gedomesticeerd. Van de pekingeend bestaan veel varianten, waarvan de witte kwaker en de witte parkeend in de Lage Landen het bekendst zijn. De Amerikaanse en Duitse pekingeenden en de Engelse Aylesburyeend worden meestal voor het vlees of de eieren gefokt. In sommige Chinese restaurants staat pekingeend als een vleesgerecht op de menukaart.